# Dorrel Rock
Der Dorrel Rock ist ein 790 m hoher Felsvorsprung im westantarktischen Marie-Byrd-Land. Er durchstößt 17,5 km südwestlich des Gipfels von Mount Murphy das Eis nahe dem Kopfende des Pope-Gletschers an der Walgreen-Küste.
Der United States Geological Survey kartierte ihn anhand eigener Vermessungen und Luftaufnahmen der United States Navy aus den Jahren von 1959 bis 1966. Das Advisory Committee on Antarctic Names benannte ihn 1967 nach Leo E. Dorrel, Hospital Corpsman auf der Byrd-Station im antarktischen Winter des Jahres 1966.